# Max da AABB
Max Ney Andrade Soares, mais conhecido como Max da AABB (Breves, 8 de julho de 1963) é umbancário, empresário e político brasileiro. É deputado estadual pelo Amapá desde 2015.

## Carreira política
Foi eleito deputado estadual em 2014, sendo reeleito 2018. Antes de ser deputado estadual, Max foi bancário e responsável pela AABB, daí o codinome Max da AABB. 

## Controvérsias
Em junho de 2021, Max da AABB teve o mandato cassado pela acusação de compra de votos nas eleições de 2018. A ação com pedido de cassação do deputado estadual foi protocolada em 2018 pelo Ministério Público Eleitoral, segundo o qual, o esquema foi descoberto um dia antes da eleição daquele ano, durante uma blitz de fiscalização. O órgão afirma ainda, que em parceria com a Polícia Militar (PM), encontrou num veículo material de campanha do deputado, listas de eleitores e números de títulos, além de anotações com valores e produtos que deveriam ser entregues. O deputado nega as acusações e disse que vai recorrer da decisão.